# Scylaticus albofasciatus
Scylaticus albofasciatus är en tvåvingeart som beskrevs av Engel 1932. Scylaticus albofasciatus ingår i släktet Scylaticus och familjen rovflugor.
Artens utbredningsområde är Malawi. Inga underarter finns listade i Catalogue of Life.